# Camelops
Genre
Camelops est un genre éteint de chameaux qui vivait dans l'ouest de l'Amérique du Nord, où il disparut à la fin de l'époque du Pléistocène, il y a environ 10 000 ans.

## Étymologie
Son nom est dérivé du grec κάμελος (chameau) et ὀψ (visage), signifiant « tête de chameau ».

## Liste des espèces
- † Camelops sulcatus
- † Camelops huerfanensis
- † Camelops kansanus
- † Camelops traviswhitei
- † Camelops hesternus
- † Camelops minidokae